# 東關路
東關路為中部橫貫公路在臺中市起點處，大致呈L型東西向。西接豐勢路，東連和平區和平路三段，但上谷關地區之後因自然災害造成部分部段僅能部分時段與車種通車。全段共分八段，一至三段位於和平區、四至八段位於東勢區。
原分七段，配合東豐快速道路工程闢建八段，不屬於台8線。

## 行經行政區域
- 東勢區
- 和平區

## 本道路客運
- 本表更新時間為2018年11月19日。

| 編號  | 業者     | 路線                     | 備註                                           |
| ----- | -------- | ------------------------ | ---------------------------------------------- |
| 90    | 豐原客運 | 豐原－東勢高工           | 經豐原高中                                     |
| 90延  | 豐原客運 | 豐原－和平衛生所         | 經豐原高中                                     |
| 153   | 豐原客運 | 高鐵臺中站－谷關         |                                                |
| 153副 | 豐原客運 | 新市政中心－谷關         |                                                |
| 153區 | 豐原客運 | 高鐵臺中站－東勢高工     |                                                |
| 206   | 豐原客運 | 豐原－東勢高工           | 經翁子                                         |
| 206延 | 豐原客運 | 石岡國中－東勢高工       | 經石岡、石岡國小 例假日及非寒暑假輔導課日停駛  |
| 207   | 豐原客運 | 豐原－東勢－谷關         |                                                |
| 208   | 豐原客運 | 豐原－東勢－卓蘭         | 僅停靠往豐原方向 往豐原班次皆繞駛至東勢高工    |
| 209   | 豐原客運 | 豐原－東勢林場           | 僅停靠往豐原方向 往豐原班次皆繞駛至東勢高工    |
| 266   | 豐原客運 | 東勢－谷關               | 經龍安、豐埔產業道路                           |
| 266繞 | 豐原客運 | 東勢－松鶴部落－谷關     | 經龍安、豐埔產業道路                           |
| 267   | 豐原客運 | 東勢－上谷關             |                                                |
| 269   | 豐原客運 | 谷關－八仙山森林遊樂區   |                                                |
| 821   | 豐原客運 | 東勢－和平衛生所         | 由原90路（豐原－豐原高中－和平衛生所）裁切而成 |
| 850   | 豐原客運 | 臺中火車站（東站）－谷關 | 經臺中二中、后豐鐵馬道、石岡戶政、東勢河濱公園 |
| 865   | 豐原客運 | 谷關－梨山               | 經中橫臨37便道 本路線採預約制乘車，不開放站票  |

## 沿線設施
（由西至東）

| 東關路八段 東蘭路 - 東豐快速道路（尚未通車） 東關路七段（東勢區、原中正路） 豐勢路 - 東豐快速道路（尚未通車） - 東勢區農會果菜市場 - 臺中市立東勢區幼兒園 - 鯉魚伯公公園 - 東勢河濱公園 - 麥當勞東勢餐廳 - 臺中市消防局第二大隊東勢分隊 東關路六段（東勢區） 豐勢路 - 行政院農業委員會林務局東勢林管處雙崎工作站 - 東勢林業文化園區（原大雪山林業公司舊製材廠） - 臺中市立東勢工業高級中等學校 東關路五段（東勢區） - 臺中市東勢區成功國民小學 - 臺中市立東華國民中學 - 臺中市警察局東勢分局茅埔派出所 中埤產業道路（慶福街、往軟埤坑休閒農業區） - 大甲溪發電廠馬鞍機組 東關路四段（東勢區） 豐埔產業道路（龍安橋，往新社區） - 天冷地區 省道台21線（天福大橋，往國姓鄉） | 東關路三段（和平區） - 臺中市警察局和平分局和平派出所 - 臺中市消防局第二大隊和平分隊 - 中華郵政和平郵局 - 和平國中 - 和平區公所 - 臺中市立圖書館和平區圖書館 - 臺中市和平區戶政事務所 - 臺中市警察局和平分局 - 和平區衛生所 - 和平國小 - 原住民族委員會技藝研習中心 東關路二段（和平區） - 白鹿吊橋 - 馬鞍壩 - 白冷地區 - 白冷吊橋 - 大甲溪發電廠天輪分廠 - 臺中市警察局和平分局天輪派出所 - 白冷國小 | 東關路一段（和平區） - 裡冷部落（往裡冷林道） 裡冷溪 - 松鶴部落 - 博愛國小 - 八仙山林場大甲溪線久良栖車站站房 - 八仙山林場林場巷宿舍群 - 陸軍特戰指揮部特戰訓練中心（麗陽營區） - 台灣基督長老教會哈崙台教會 - 篤銘橋 - 八仙山森林遊樂區 - 谷關溫泉風景區 - 博愛國小谷關分校 - 陸軍特戰指揮部崑崙山莊 - 中華郵政和平谷關郵局 - 臺中市警察局和平分局谷關派出所 - 交通部觀光局參山國家風景區管理處谷關溫泉文化館 - 大甲溪發電廠谷關分廠第二出差宿舍 - 豐原客運谷關站 - 谷關警光山莊 - 上谷關地區 - 交通部公路總局第二區養護工程處谷關工務段 - 天輪壩 - 台電谷關訓練中心 - 大甲溪發電廠谷關分廠 - 谷關管制站（部分車種通車） 東關路一段（臨37便道） - 原農委會水試所虹鱒養殖場址 - 谷關水庫 - 和平路三段 |

## 沿線街景

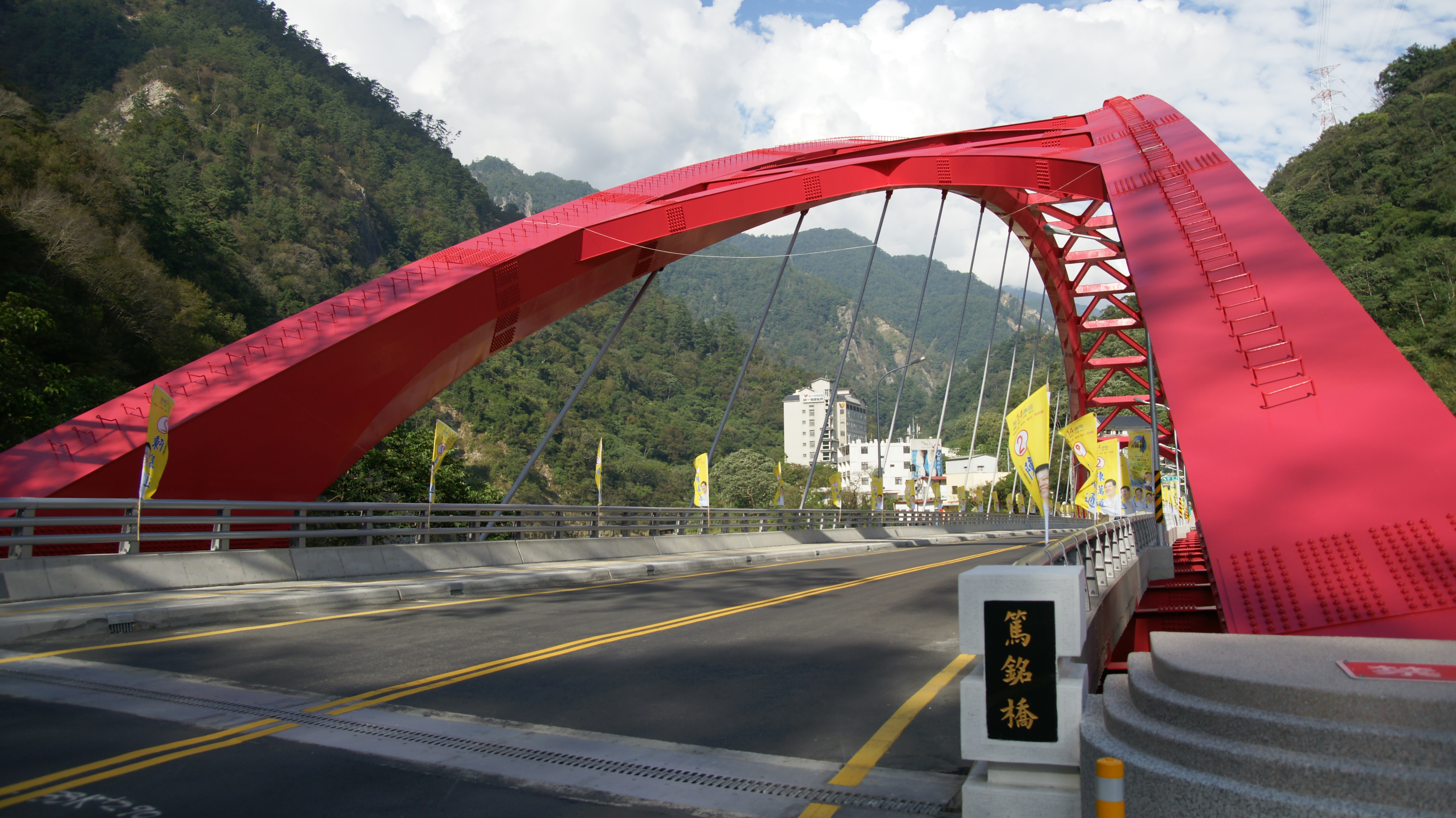
谷關篤銘橋
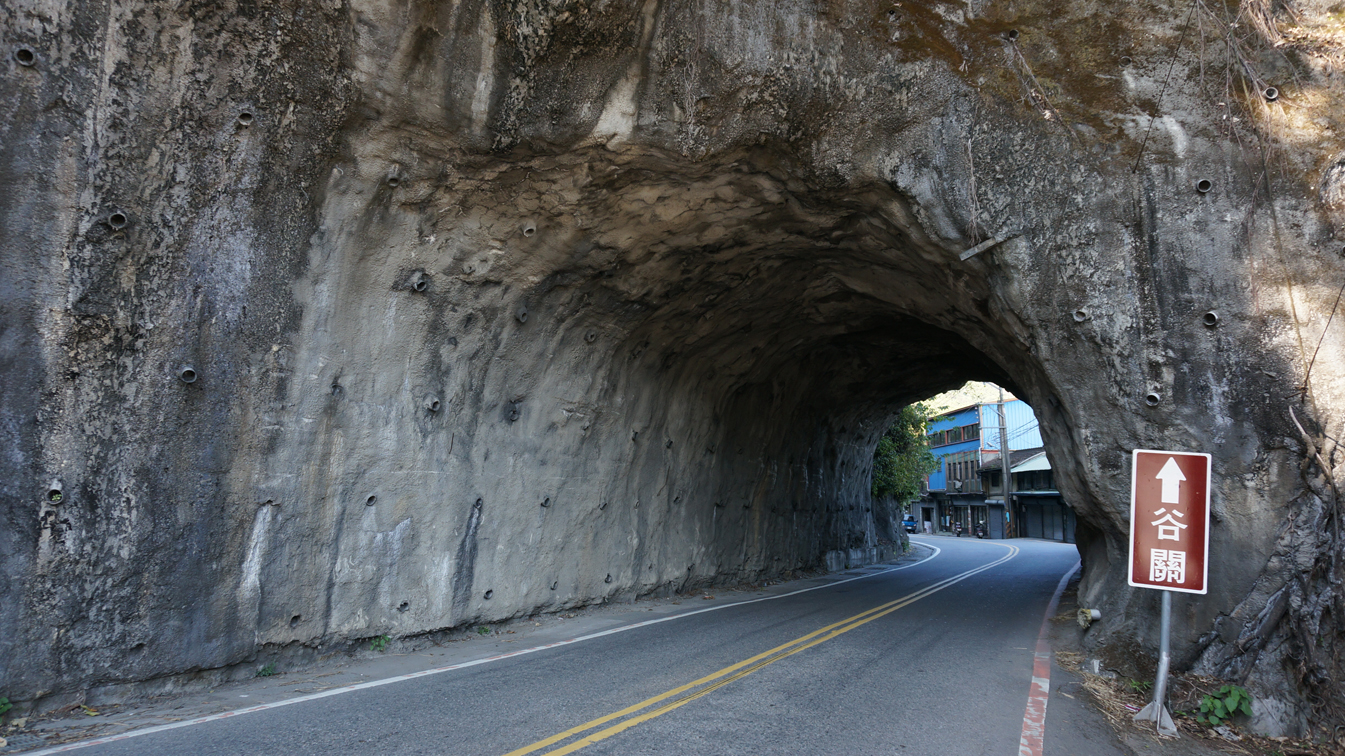
東關路天冷段
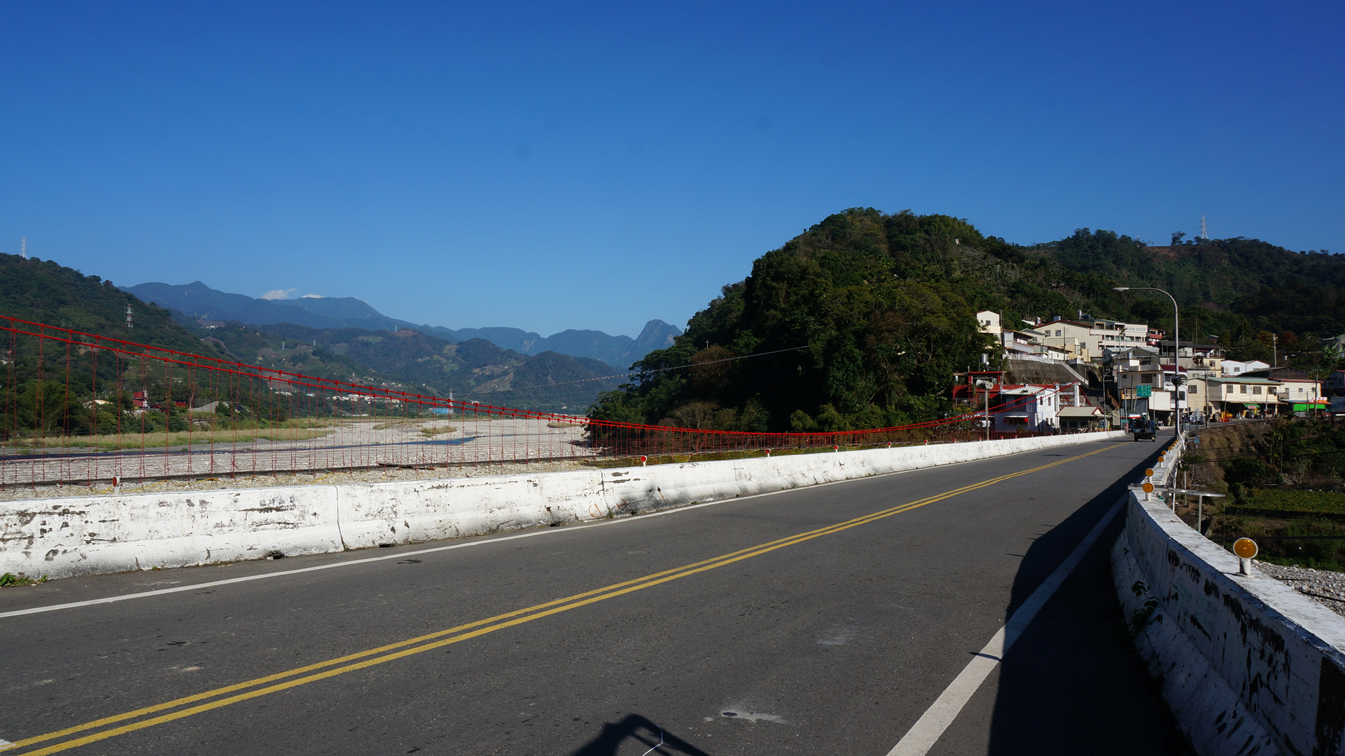
天福大橋
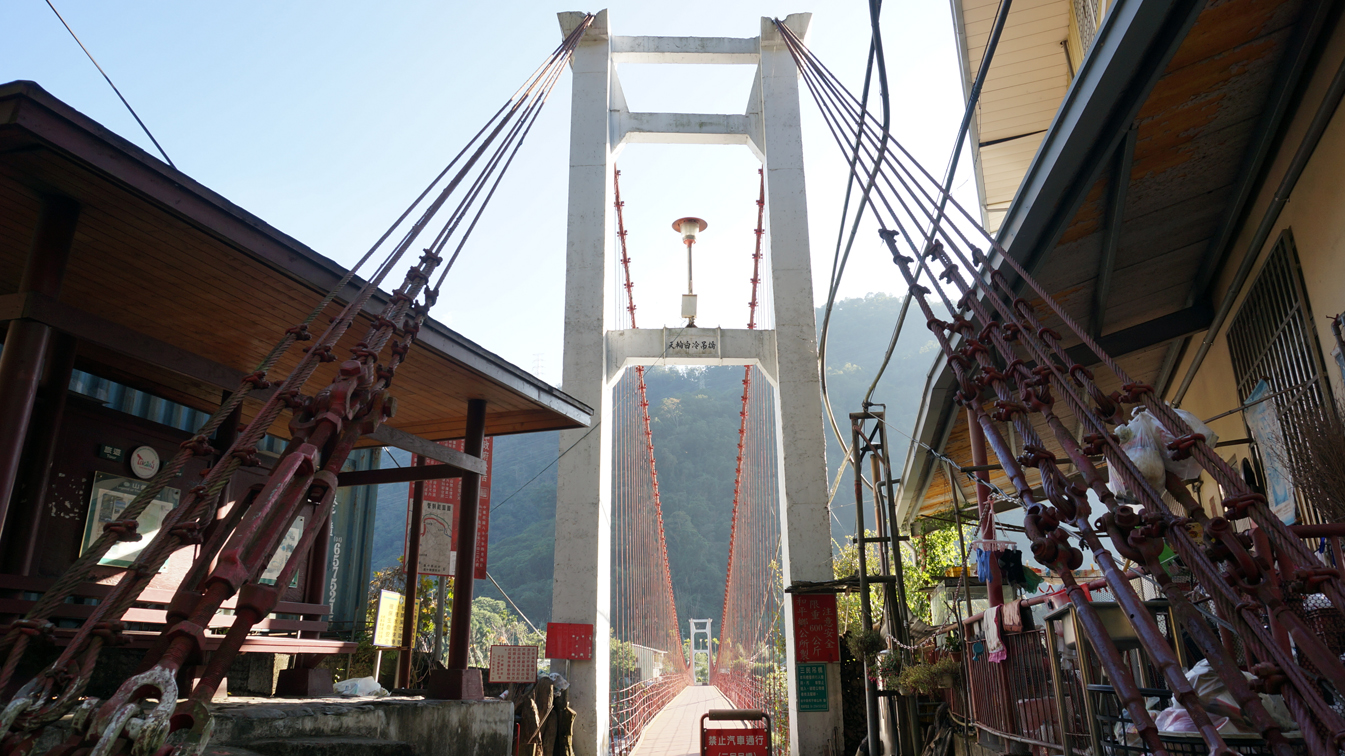
天輪白冷吊橋
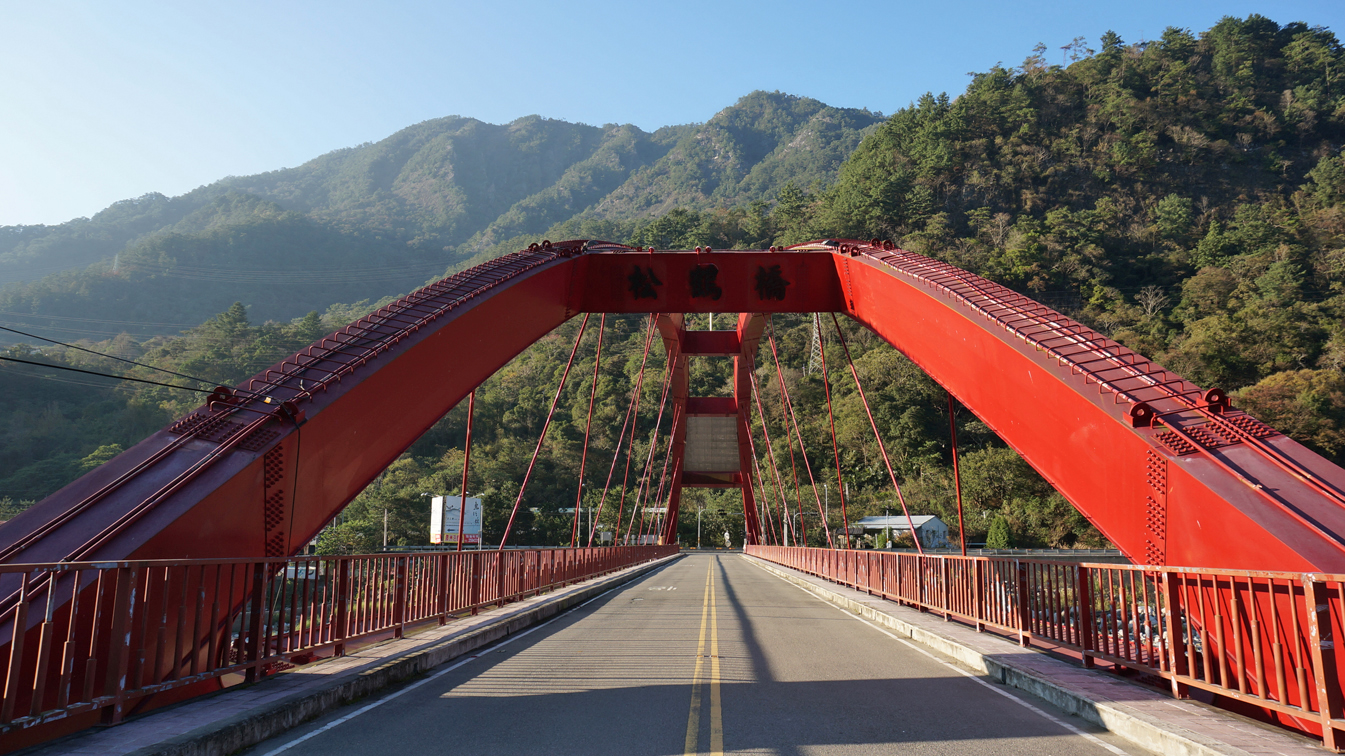
松鶴橋